# Wayne megye (Ohio)
Wayne megye az Amerikai Egyesült Államokban, azon belül Ohio államban található. Megyeszékhelye és legnagyobb városa Wooster. Lakosainak száma 116 894 fő (2020. április 1.). Wayne megye Ashland, Medina, Summit, Stark és Holmes megyékkel határos.

## Népesség
A megye népességének változása:
| Lakosok száma | 114 494 | 114 686 | 114 910 | 115 071 | 116 063 | 116 894 |
|               | 2010    | 2011    | 2012    | 2013    | 2015    | 2020    |